# Prvenstvo Zagrebačkog nogometnog podsaveza 1924./25.

Prvenstvo Zagrebačkog nogometnog podsaveza 1924./25. bilo je šesto po redu nogometno natjecanje u organizaciji Zagrebačkog nogometnog podsaveza. Natjecanje je započelo na jesen 1924. godine, a završilo u lipnju 1925. godine. Prvak je izborio izravni plasman na državno prvenstvo 1925.

## Natjecateljski sustav
U izlučnom dijelu natjecanja odigrana su zasebna prvenstva Župa i prvenstvo Zagreba. Prvaci Župa međusobno su po kup-sustavu igrali za prvaka provincije Zagrebačkog nogometnog podsaveza. U prvenstvu Zagreba momčadi su bile podijeljene u nekoliko jakosnih razreda. Prvak I.A razreda prvenstva Zagreba i prvak Provincije Zagrebačkog nogometnog podsaveza završnom utakmicom odlučivali su o prvaku Zagrebačkog nogometnog podsaveza 1924./25.

## Rezultati

### Prvenstvo Zagreba - I.A razred
| mj | naziv kluba | uta | pob | neo | izg | pop | pri | bod |
| -- | ----------- | --- | --- | --- | --- | --- | --- | --- |
| 1. | Građanski   | 8   | 8   | 0   | 0   | 35  | 6   | 16  |
| 2. | Concordia   | 8   | 4   | 2   | 2   | 15  | 14  | 10  |
| 3. | HAŠK        | 8   | 4   | 1   | 3   | 23  | 13  | 9   |
| 4. | Željezničar | 8   | 1   | 1   | 6   | 7   | 24  | 3   |
| 5. | Šparta      | 8   | 1   | 0   | 7   | 7   | 30  | 2   |

- Građanski je izborio plasman u završnicu prvenstva
- Prvak I.B razreda je Croatia koja je izborila I.A razred za sezonu 1925./26.

### Prvenstvo Provincije
- Prvak Provincije Zagrebačkog nogometnog podsaveza 1924./25. je Čakovečki ŠK

### Završnica
| Datum           | Mjesto | Momčadi                           | Rezultat |
| --------------- | ------ | --------------------------------- | -------- |
| 7. lipnja 1925. | Zagreb | Građanski (Zagreb) – Čakovečki ŠK | 10:1     |

## Prvaci
Građanski iz Zagreba:  Maksimilijan Mihelčič, Vokaun, Dasović, Dragutin Vragović, Mesić, Arnold, Miho Remec, Rudolf Rupec, Abraham, Rudolf Hitrec, Franjo Giller, Vidnjević, Henlein, Granec (trener: Josef Brandstätter)